# Schwerin (Storkow (Mark))

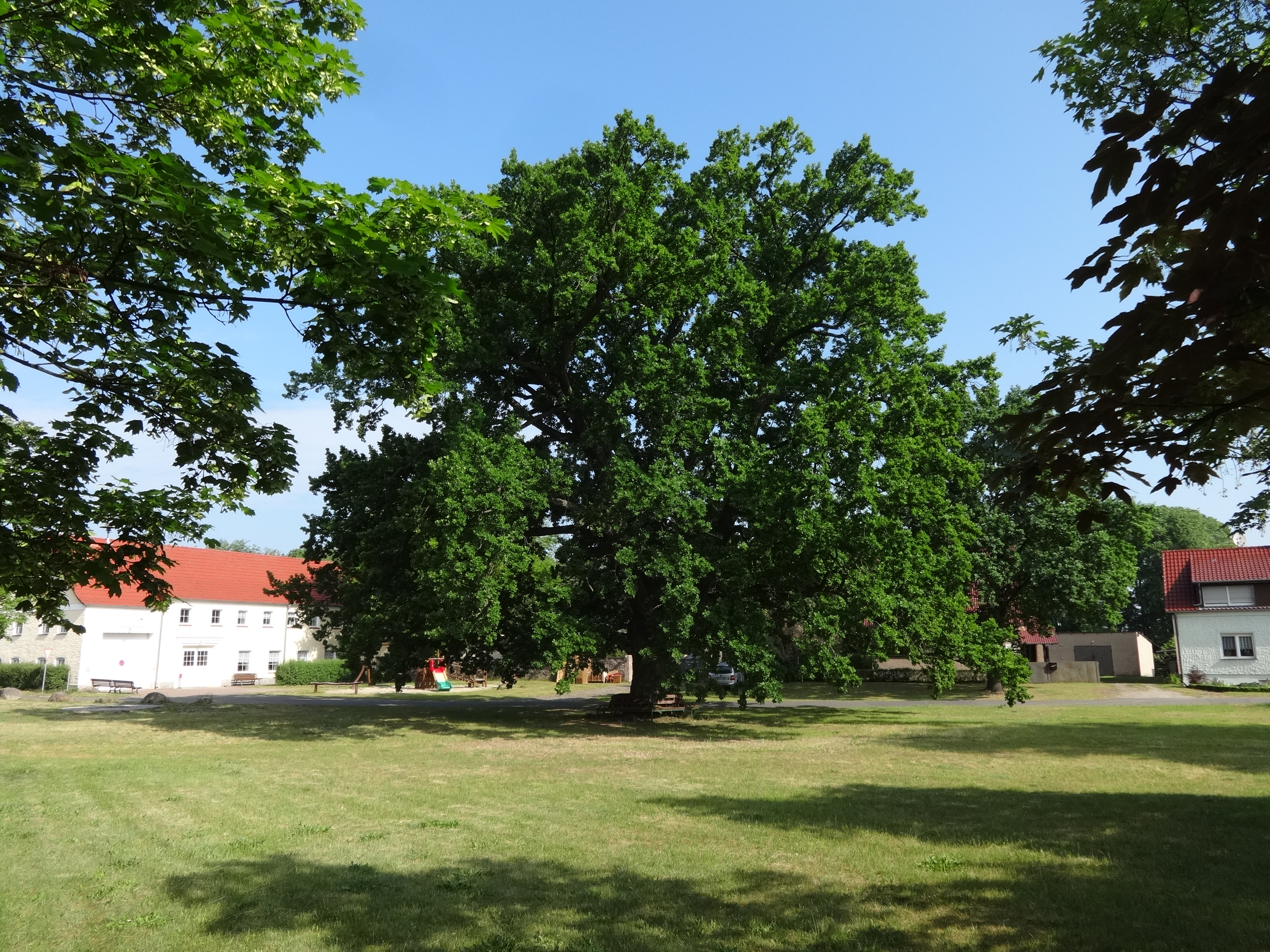
Dorfplatz

Schwerin (niedersorbisch Zwěrin) ist ein Ortsteil von Storkow (Mark) im Landkreis Oder-Spree (Land Brandenburg). Der kleine Ort wurde 2002 in die Stadt Storkow (Mark) eingemeindet.

## Geographie
Schwerin liegt am Ufer des gleichnamigen Sees im Naturpark Dahme-Heideseen. Im Süden der Gemarkung liegt der Dobrasee. Im Nordwesten umfasst die Schweriner Gemarkung einen Teil des Naturschutzgebiets Linowsee-Dutzendsee. Im Osten verläuft die Markungsgrenze nur wenig westlich des Bugker Sees. Erreichbar ist Schwerin von Selchow kommend über die Kreisstraße K6746. Die Kreisstraße endet im Ort; lediglich eine kleinere Straße führt noch zur abgelegenen Kurtmühle. Der Ort liegt auf einer Höhe von 39 m ü. NHN.
Die Gemarkung von Schwerin grenzt im Norden an Selchow, im Osten an Bugk (beide Orte sind Ortsteile der Stadt Storkow (Mark)), im Süden an die Gemeinde Münchehofe und im Westen an Streganz (Ortsteil der Gemeinde Heidesee) und wieder an Selchow.

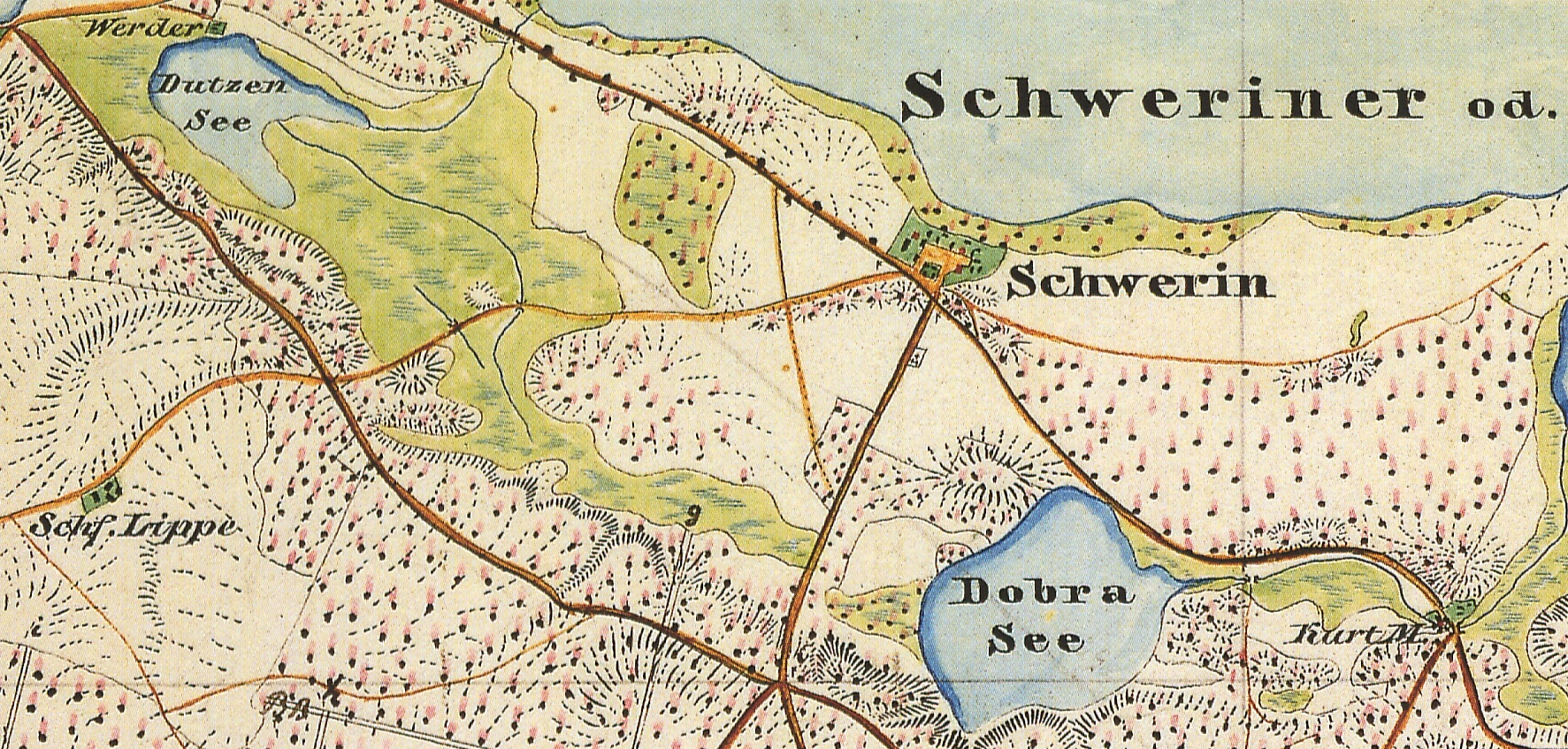
Schwerin auf dem Urmesstischblatt 3849 Alt-Schadow von 1846

## Geschichte
Schwerin wurde 1321 als Swerin erstmals urkundlich erwähnt. Die Deutung des Namens ist schwierig. Die Herleitung von einer altpolabischen Grundform *Zvěrin- = Tiergebiet, zu urslaw. *zvěrь = (wildes) Tier ist problematisch. Die gleiche Namensproblematik gilt übrigens auch für die Stadt Schwerin und den Ort Schwerin bei Teupitz im Landkreis Dahme-Spreewald. Möglich wäre auch eine Grundform *Sver-ьno, zu einer slawischen Wurzel *sver-/*svir-, in etwa bedeutend, wild, wild wachsend, wilde Feldpflanzen, auf eine Siedlung übertragen = Siedlung in der Wildnis. Schlimpert denkt jedoch auch an einen ursprünglichen Gewässernamen *Sver'n-, dessen Bedeutung nicht mehr festzustellen ist, da sowohl das hier behandelte Schwerin wie auch die beiden anderen bereits erwähnten Orte gleichen Namens an einem Gewässer liegen. Die ursprüngliche Dorfform war ein Platzeckdorf, das durch ein Gut deformiert wurde.
Die Größe wird 1600 mit 12 Bauernhufen angegeben, 1727 sind es 17 Hufen. 1503 wird erstmals eine Mühle genannt, die spätere Kurtmühle. 1576 wohnten 6 Bauern und fünf Kossäten in Schwerin. 1600 war noch ein Hirte hinzugekommen. Der Dreißigjährige Krieg hatte das Dorf wahrscheinlich schwer getroffen, denn 1692 waren immer noch 5 Bauernhöfe nicht bewirtschaftet. Die fünf Kossätenhöfe waren aber wieder besetzt. Vermutlich wurde die Gemarkung großenteils als Schafweide genutzt, denn es wurde vermerkt, dass die Einwohner so viele Schafe halten dürfen, wie sie mit Trift und Futter ausfüttern können. Bis 1710 war im Dorf ein Rittersitz entstanden, der anscheinend die brachliegenden Äcker in Bewirtschaftung genommen hatte. 1745 wird ein Weinberg erwähnt, im südwestlichen Teil der Gemarkung war die Schäferei Lippe eingerichtet worden. Die Kurtmühle wird als Wassermühle mit einem Gang beschrieben. 1775 wohnten in Schwerin ein Bauer, fünf Kossäten und sechs Büdner. 1801 gab 10 Feuerstellen im Ort, sieben Kossäten, zwei Einlieger und ein Bauer eines Erbzinsgutes. 1837 wurden 18 Wohnhäuser gezählt. 1840 brannte die Kurtmühle, eine Wasser- und Schneidemühle ab, und wurde danach wieder aufgebaut. 1854 gehörte das Rittergut der Witwe Friederike Louise Kersten, geb. Fleischer. 1856 lebten im Dorf der Schulze, ein Müller, vier Kossäten und ein Büdner (ohne Vorwerk). 1858 gab es im Dorf 10 Wohngebäude und 23 Wirtschaftsgebäude (ohne Kurtmühle und Lippe). 1863 wird ein Rittergutsbesitzer Kersten genannt. Dieser wurde 1867 zum stellvertretenden Feuerlösch-Commisarius des XII. Bezirks gewählt. 1871 gehörten zum Gemeindebezirk neun Wohnhäuser (im Dorf), zwei Wohnhäuser in Kurtmühle, und im Gutsbezirk waren es drei Häuser (davon zwei Wohnhäuser in der Schäferei Lippe). 1874 bzw. 1879 hieß der Gutsbesitzer Rudolf Ferdinand Friedrich Heinrich Kersten. 1885 war Hugo Kersten im Besitz des Schweriner Rittergutes. 1896 hieß der Besitzer Fedor Berg. 1903 gehörte das Gut der Witwe Sophie Haugk. Niekammers Güter-Adressbuch der Provinz Brandenburg führt 1907 Eduard Schmidt in Berlin als Besitzer auf. Das Handbuch des Grundbesitzes im Deutschen Reiche. Provinz Brandenburg für 1910 nennt einen gewissen Albrecht als Besitzer des Gutes. Der schnelle Besitzerwechsel setzte sich fort; Niekammer Güter-Adressbuch der Provinz Brandenburg von 1914 listet nun den Oberleutnant Willy Bock als Besitzer, Verwalter war Julius Müller. 1923 hatte der bis zum Major außer Dienst avancierte Willy Bock das Gut noch inne. Er ließ es von Hans Kulick verwalten. 1929 war dann Rudolf Conrad in Berlin der Besitzer des Rittergutes in Schwerin. Verwalter war Alfred Kummer. Bis 1931 der Wohnhausbestand auf 17 gestiegen. In der Bodenreform von 1946 wurden 370 ha enteignet und davon 226 ha aufgeteilt. 10 Landarbeiter und landlose Bauern erhielten 105 ha, 3 landarme Bauern 21 ha, 2 Kleinpächter 7 ha und 12 Umsiedler 133 ha. 1953 gründete sich die erste LPG Typ I, 1953 eine zweite LPG Typ III. 1960 hatte die LPG Typ I 6 Mitglieder und bewirtschaftete 65 ha Nutzfläche, die LPG Typ III hatte 27 Mitglieder und 150 ha Nutzfläche. 1965 wurden beide LPG's zusammengeschlossen. 1974 erfolgte der Zusammenschluss mit der LPG Selchow zur LPG Selchow-Schwerin. 1977 gab es die Zwischenbetriebliche Einrichtung (ZBE) Vermehrung Cairina in Schwerin, eine Entenzuchtanlage. Außerdem hatte die Revierförsterei Groß Eichholz-Kehrigk ihren Sitz in Schwerin.
| Jahr | Einwohner |
| ---- | --------- |
| 1774 | 62        |
| 1801 | 66        |
| 1817 | 92        |
| 1837 | 111       |
| 1858 | 84        |
| 1895 | 97        |
| 1925 | 98        |
| 1946 | 145       |
| 1964 | 130       |
| 1971 | 127       |
| 1981 | 111       |
| 1991 | 50        |
| 2001 | 78        |
| 2021 | 106       |

## Politische Geschichte
Die Besitzer von Schwerin waren Vasallen der jeweiligen Herren der ursprünglich niederlausitzischen Herrschaft Storkow. Erste urkundlich gesicherte Besitzer des Dorfes waren die Maxen zu Storkow. Am 29. August 1448 belehnte Wenzel von Bieberstein Balthasar von Maxen mit Gütern und Einkünften in Reichenwalde und Kolpin, dem Dorf Schwerin und einem Freihof in Storkow. Am 10. Mai 1450 belehnte Wenzel von Bieberstein die Ehefrau des Balthasar von Maxen mit Gütern und Einkünften in Kolpin, dem Dorf Schwerin und einem Freihof in Storkow. Am 14. Juni 1486 belehnte Hans von Biberstein zu Sorau, Beeskow und Storkow den Nickel von Langen (zu Buchholz gesessen) mit dem für 550 Gulden von Gevert Borg erkauften Haus und Dorf Schwerin. Nickel von Langen zu Buchholz war aber in Geldschwierigkeiten, denn am 7. August 1487 musste er beim Domkapitel in Lebus ein Kapital von 30 Schock aufnehmen für einen Jahreszins von 2½ Schock Groschen aus dem Dorf Schwerin. Am 29. Juli 1494 belehnte Hans von Biberstein zu Sorau, Beeskow und Storkow den Nickel von Langen erneut mit dem für 550 Gulden von Gevert Borg gekauften Haus und Dorf Schwerin. Am 22. Juni 1518 kurz vor dem Übergang der Herrschaften Beeskow und Storkow an den Bischof von Lebus ließ sich Nickel von Langen den Besitz seiner Lehen noch einmal bestätigen, darunter auch den Besitz des Dorfes Schwerin. Die Sorge des Nickel von Langen war unbegründet, denn er erhielt auch nur ein Jahr später vom neuen Besitzer der Herrschaften Beeskow und Storkow Bischof Dietrich die Bestätigung seiner Lehen, darunter auch Schwerin. 1523 war Nickel der Ältere gestorben und Bischof Dietrich belehnte daraufhin am 16. Juli 1523 seinen Sohn Georg von Langen mit Münchehofe, Klein Eichholz, Neuendorf, Schwerin und Fischereirechten auf dem Selchow-See. 1556 erhielten die von Langen ihre Lehen von Markgraf Hans von Küstrin bestätigt. Eine weitere Pauschalbelehnung erhielten die von Langen nach dem Tod des Hans von Küstrin von seiner Frau der Markgräfin Katharina. Eine erneute Bestätigung ihrer Lehen erhielten die von Langen am 10. Mai 1609 vom brandenburgischen Kurfürsten Johann Sigismund. Im Jahr 1644 verkaufte Moritz Ernst von Lange Neuendorf am See, Groß Eichholz und Schwerin an Hans XIV. von Rochow auf Plessow, der mit seiner Tochter Elisabeth verheiratet war. Moritz Ernst von Lange hatte 1618 Elisabeth von Eickstädt geheiratet. Das Ehegeld betrug die beachtliche Summe von 2.000 Talern; die Bestätigung erfolgte am 20. August 1618. Bereits 1648 vertauschte Hans XIV. von Rochow Neuendorf am See, Groß Eichholz und Schwerin an die Gottfried von Hake gegen Stülpe. Er erhielt am 17. Oktober 1648 den Konsens dazu von Kurfürst Friedrich Wilhelm. Gottfried von Hake erhielt am 26. Oktober 1648 den Lehnbrief über Neuendorf am See, Koplin, Groß Eichholz und Schwerin. Schwerin muss aber bald darauf wieder in den Besitz der von Langen gekommen sein, denn 1679 war Hans Ernst von Langen im Besitz von Schwerin; er starb am 28. Oktober 1701, 71 Jahre alt.
Nächster Besitzer von Schwerin (1703) war Adam Heinrich von Langen. Er hatte am wohl 1703 Margaretha Ehrentraut von Stutterheim, die älteste Tochter von Joachim Heinrich von Stutterheim auf Waldow (Waldow/Brand) geheiratet. Das Ehegeld betrug 1.200 Taler, die Bestätigung erfolgte am 1. Mai 1704 in Waldow und erneut am 13. März 1704. Am 23. Juni 1707 verkaufte Adam Heinrich von Langen das Gut Schwerin für 9.000 Taler an Heinrich Wilhelm von Görtz. Er hatte wohl 1701, die Ehestiftung datier vom 18. Dezember 1701, Johanna Augusta Kühlwein/Kuhlwein geheiratet, die Tochter des Kurfürstlich-brandenburgischen Geheim- und Kriegsrates Friedrich Kühlwein. Die Ehestiftung war mit der beachtlichen Summen von 6.000 Talern versehen, die wohl zum Kauf von Schwerin benutzt wurden. Am 1. September 1707 erhielt er die Belehnung mit den Dörfern Münchehofe, Hermsdorf, Schwerin und Birkholz. Zum 26. November 1707 erhielt er erneut einen Lehenbrief. Heinrich Wilhelm von Görtz starb aber noch im selben Jahr; der Besitz ging auf seine Witwe, Johanna Augustine von Görtz, geb. von Ku(h)lwein über.
Christian Böhmer verkaufte am 20. März 1710 das nur ein Jahr vorher von der Witwe von Görtz erworbene Gut Schwerin an Friedrich Gottfried von Wolffersdorf für 6 800 Taler. 1713 ist Friedrich Gottfried von Wolffersdorf gestorben, denn am 5. Oktober 1713 verzichtete Johann Albrecht Erdmann von Maltitz als Vormund der von Wolffersdorfschen Erben auf alle Ansprüche an das Gut Schwerin. Am 13. Oktober 1713 verpfändeten schließlich die von Wolffersdorf'schen Erben das Gut Schwerin an Maria Clara von Tournay geborene Schenk von Landsberg für 6.200 Taler auf 16 Jahre. Anscheinend wurden aber Lehn- und Pfandrecht jeweils getrennt verkauft. Die Lehnrechte waren anscheinend noch bis 1715 im Besitz von Gottfried Friedrich von Walther und Croneck.
Am 29. Mai 1717 belehnte König Friedrich I. in seiner Eigenschaft als Markgraf von Brandenburg Hartwig Caspar von Platen mit Münchehofe, Birkholz und Schwerin. Vermutlich war er aber gar nicht tatsächlich im Besitz von Schwerin, sondern hatte nur das Lehnrecht inne (und war deshalb auch mit Schwerin belehnt worden). Denn am 28. September 1718 verkaufte Hartwig Caspar von Platen das Lehnrecht an Schwerin für 150 Taler an Maria Clara von Tournay, geb. Schenk von Landsberg, die die tatsächliche Besitzerin von Schwerin war. Auch sie verkaufte nun Schwerin nur wenig später am 11. Dezember 1720 für die Summe von 8.550 Talern an Joachim Dietloff von Barfuß von Bliesdorf (bzw. Altbliesdorf). Anscheinend wurde der Verkauf rückgängig gemacht oder kam schließlich doch nicht zustande, denn am 23. März 1723 trat Maria Clara von Tournay geb. Schenk von Landsberg erneut als Verkäuferin des Gutes Schwerin auf. Käufer war der Landrat des Beeskowischen-Storkowischen Kreises Eberhard Wilhelm Freiherr von Hohnstedt, Erbherr auf Falkenberg. Er war mit Charlotte Christine von Einbeck verheiratet. Anscheinend hatte der Landrat doch größere Probleme die Kaufsumme aufzubringen, denn Maria Clara von Puttkamer geb. Schenk von Landsberg quittierte ihm erst am 25. März 1729 den Erhalt der Kaufsumme.
1730 erwarb schließlich der preußische König Friedrich Wilhelm I. („der Soldatenkönig“) den Ort für 10.000 Taler von Landrat Eberhard Wilhelm Freiherr von Hohnstedt und wies ihn dem Amt Blossin zu.
1750 wurde das Vorwerk an einen gewissen Zimmermann vererbpachtet. Die Vorwerke des Amtes Blossin wurden 1810 in Erbpacht verkauft. Nach der Auflösung des Amtes Blossin 1829 kam der Ort unter die Verwaltung des Amtes Königs Wusterhausen, das schließlich 1872/74 ebenfalls aufgelöst wurde. 1849 war der Gemeindebezirk (mit Kurtmühle) und der Gutsbezirk Schwerin (mit der Schäferei Lippe) gebildet worden. Mit der Auflösung der Ämter wurden Amtsbezirke gebildet. Schwerin wurde dem Amtsbezirk 11 Selchow zugewiesen. Amtsvorsteher wurde Rittergutsbesitzer von Löschenbrandt in Selchow, sein Stellvertreter Rittergutsbesitzer Kersten in Schwerin. Erst 1928 wurden Gemeindebezirk und Gutsbezirk zur Gemeinde Schwerin vereinigt. 1931 gehörten zu Schwerin die Wohnplätze Kurtmühle und Lippe. 1939 wurde Schwerin nach Selchow eingemeindet, jedoch 1945 wieder ausgegliedert.
1992 gründete die Gemeinde Schwerin zusammen mit zwölf anderen Gemeinden und der Stadt Storkow die Verwaltungsgemeinschaft Amt Storkow (Mark). Zum 31. März 2002 schlossen sich die Gemeinden Alt Stahnsdorf, Limsdorf, Schwerin, Wochowsee und die Stadt Storkow zur neuen Stadt Storkow (Mark) zusammen. Zum 26. Oktober 2003 wurden die restlichen Gemeinden des Amtes per Gesetz in die Stadt Storkow (Mark) eingegliedert und das Amt aufgelöst. Seither ist Schwerin ein Ortsteil der Stadt Storkow (Mark).
Schwerin gehörte seit dem Mittelalter zur Herrschaft Storkow, die meist mit der Herrschaft Beeskow zur Herrschaft Beeskow-Storkow verbunden. Daraus bildete sich in der frühen Neuzeit der Beeskow-Storkowische Kreis heraus, der bis 1816 Bestand hatte. Nach einer kurzen Episode von 1816 bis 1835, in der die ehemalige Herrschaft Storkow mit dem Teltowischen Kreis den Kreis Teltow-Storkow bildete, wurde der Kreis Beeskow-Storkow 1835 wiederhergestellt. Er wurde 1950 in Kreis Fürstenwalde umbenannt und neu zugeschnitten. Bei der umfassenden Kreisreform 1952 kam Schwerin an den Kreis Beeskow im Bezirk Frankfurt (Oder), der nach der Wende 1993 mit den Kreisen Eisenhüttenstadt-Land, Fürstenwalde und dem Stadtkreis Eisenhüttenstadt zum Landkreis Oder-Spree, nun im Land Brandenburg, vereinigt wurde.

## Naturschutzgebiete
Das Naturschutzgebiet Groß Schauener Seen gehört teilweise der Heinz-Sielmann-Stiftung bzw. Sielmanns Naturlandschaft Groß Schauener Seen liegt großenteils innerhalb des Schutzgebietes. Fast der gesamte östliche Teil der Gemarkung von Schwerin und ein mehr oder weniger breiter Uferstreifen entlang des Schweriner Sees liegen im Schutzgebiet. Das Naturschutzgebiet Linowsee-Dutzendsee liegt überwiegend auf der Gemarkung des Nachbarortes Selchow, reicht aber noch in den im westlichen Teil der Gemarkung von Schwerin hinein. Der Linowsee selber liegt auf der Gemarkung von Streganz, der Dutzendsee auf Selchower Gemarkung ist verlandet.

## Freizeit, Tourismus und Sport
In Schwerin befindet sich ein Reiterhof, welcher verschiedene Aktivitäten anbietet. Vom Dorfzentrum aus starten verschiedene Wander- und Fahrradrouten zu den umliegenden Seen und Wäldern.
Die im Jahr 2001 von der Heinz-Sielmann-Stiftung erworbene Naturlandschaft Groß Schauener Seen liegt in Ortsnähe.

## Denkmale
Die Denkmalliste des Landes Brandenburg für den Landkreis Oder-Spree verzeichnet folgende Bodendenkmale:
- Nr. 90669 Bugk, Flur 4/Schwerin, Flur 2: Rast- und Werkplatz Mesolithikum, Siedlung Neolithikum, Siedlung römische Kaiserzeit, Siedlung slawisches Mittelalter
- Nr. 90674 Bugk, Flur 4/Schwerin, Flur 2: Siedlung römische Kaiserzeit, Dorfkern deutsches Mittelalter, Siedlung, Neolithikum, Dorfkern Neuzeit
- Nr. 90670 Schwerin Flur 1, 2: Siedlung Urgeschichte, Einzelfund Neolithikum
- Nr. 90672 Schwerin Flur 1: Rast- und Werkplatz Mesolithikum, Siedlung Urgeschichte
- Nr. 90673 Schwerin Flur 1: Siedlung Urgeschichte, Siedlung Steinzeit
- Nr. 90675 Schwerin Flur 1: Siedlung Steinzeit
- Nr. 90676 Schwerin Flur 1: Siedlung Steinzeit
- Nr. 90677 Schwerin Flur 1: Siedlung Urgeschichte
- Nr. 90689 Schwerin Flur 2: Mühle deutsches Mittelalter, Mühle Neuzeit
- Nr. 90671 Schwerin Flur 1/Selchow Flur 3: Rast- und Werkplatz Mesolithikum, Rast- und Werkplatz Paläolithikum, Siedlung Urgeschichte

## Belege